# Pálmatolvaj
A pálmatolvaj vagy kókuszrák (Birgus latro) az ízeltlábúak (Arthropoda) törzsébe a felsőbbrendű rákok (Malacostraca) osztályába a tízlábú rákok (Decapoda) rendjébe és a földi remeterákok (Coenobitidae) családjába tartozó faj.

## Előfordulása
Az Indiai-óceántól a Csendes-óceán középső részéig található szigeteken honos.

## Megjelenése
A legnagyobb szárazföldi ízeltlábú, hossza meghaladhatja a fél métert, a tömege pedig a 4 kilogrammot.

## Életmódja
Éjszakai életmódú dögevő, de fel tud mászni a magas kókuszpálmákra a kókuszdiókért, amelyeket azután erőteljes ollóival tör fel. Ez a rák annyira alkalmazkodott a szárazföldi életmódhoz, hogy vízbe merítve megfullad. Jó a szaglása, vonzza a dögszag, a szaglószervei (az úgynevezett aesthetascok) a páros csápokon helyezkednek el.

## Szaporodása
A párzási időszak egész évben tart. A párzás a szárazföldön történik, de a nőstény a petéket a tengerbe bocsátja, egyszerre néhány százat. A peték kifejlődése pár hét alatt megtörténik. A lárvák néhány hónapig úszkálnak az óceánban.

## Idézet
A 19. század végén készült Alfred Brehm-féle Állatok világa a következőt írja róla: 

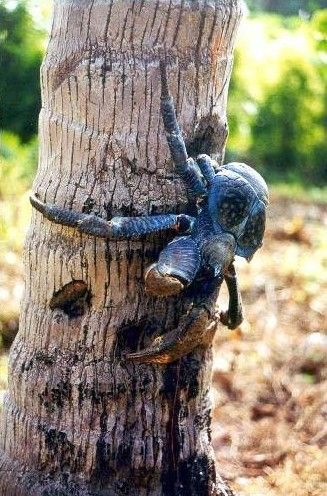
Kiváló fáramászó

„Az Indiai- és a Csendes-óceán szigetein él egy óriási, egészen lábnyi hosszúságú szárazföldi rák, a pálmatolvaj (Birgus latro Hbst.), amely éjszaka üregekben, magaásta barlangokban lakik és ezeket a kókuszdió héjának a rostjaival béleli ki. Nappal jár elesége, a kókuszdió után, amelyet a fák alatt szed össze, és a pálmákról maga hoz le. A diókat nagy ügyességgel töri fel. E sajátságos rákról majdnem egybehangzó megfigyeléseket közölt Darwin és Forbes O. Henrik. Darwin ezt írja a pálmatolvajról: „Mellső lábpára nagyon erős, nehéz ollóban végződik, a negyediket gyöngébbek és sokkal keskenyebbek fegyverzik. Első tekintetre lehetségesnek se tartanók, hogy egy rák az erős, még külső burokkal is borított kókuszdiót felnyithassa; Liesk úr azonban tanuskodott róla, hogy ő többízben is látta ezt. A rák azzal kezdi munkáját, hogy a külső burkot rostonként lehántja, miközben mindig azon a végén kezdi, ahol a három csíra-lyuk van; ha ezzel végzett, akkor nehéz ollóival az egyik csíra-lyuk födelét kezdi kalapálni, mindaddig, amíg átüti. Ekkor megfordítja és hátsó, kisebb ollója segítségével kihúzza a fehér, kocsonyás anyagot. A Birgus életmódját tekintve nappali állat, de azt mondják, hogy minden éjszaka ellátogat a tengerbe, kétségtelenül azért, hogy kopoltyúit megnedvesítse; a fiatalok is kimásznak a tengerből a partokra, és egy darabig ott élnek.
Forbes azt írja, ami valószínűbben is hangzik, hogy ez a rák inkább éjjeli állat, és szerinte a tanyája olyan nagy, mint a házi nyúlé. A pálmatolvaj már csak Santa Cruz Major szigetén gyakori, mivel ott még nincsenek vad vagy elvadult disznók, amelyek különben kiásnák és fölfalnák. A farka nagyon kövér és egy nagy példány 2 pint (1.86 liter) jóízű olajat ad. Az állatot általában szívesen eszik s például Amboina szigetén fogságban tartják és kókuszdióval hízlalják, amelyből három nap alatt két, teljesen érett darabot meg tud enni. Szervezetében egész csomó olyan tulajdonság van, mely részint arra vezethető vissza, hogy alkalmazkodott a szárazföldi élethez, részint pedig arra, hogy abbahagyta a csigaházakban való lakozást. Az utóbbi okból a potroha részarányossá vált és fent ismét kemény páncélt kapott. Lélekzőszervei alkotásáról azt mondja Semper, hogy kopoltyúkon kívül a kopoltyúüreg felső része valóságos tüdővé alakult át, amelyben mindig csak levegő van s a falában szétágazó edényrendszer minősége azt bizonyítja, hogy a testből csak oxigén-szegény vér jut oda, és a kivezető véredények az oxigén tartalmú vért egyenesen a szív pitvarába viszik.”

## Pálmatolvaj az állatkertekben
A közelmúlt óta a Budapesti Állatkert is tart egy példányt.

## Az irodalomban
- Pálmatolvaj szerepel Verne Gyula (1828–1905) francia író Az úszó sziget (Budapest, 1911) című regényében. Verne egy másik regényében, a Nemo kapitányban (Budapest, 1900-as évek elejétől több kiadás) is ír a fajról: „Többször is utamba került egy förtelmes, óriási rák, amelyet Darwin is leírt. Ezt az erős állatot külön ösztöne arra hajtja, hogy kókuszdióval táplálkozzék: felmászik a parton a fára, lelöki a kókuszdiót, ez leesik a földre, héja megreped, s akkor a rák hatalmas ollójával szétfeszíti. Bent, a vízben ez az állat hihetetlen gyorsasággal mozog, míg a Malabaar-sziget partjain élő teknősök a meglazult sziklák között lassan másznak.” (Tízmilliós gyöngyszem c. rész)[3]
- Pálmatolvajokról számol be Frederick O'Brien (1869–1932) amerikai utazó A haldokló szigetvilág (Budapest, 1920-as évek) című, Marquises-szigetekről szóló útleírásában.

## Galéria
- A pálmatolvaj régi ábrázolása
- Rákfajok, alul középen a pálmatolvaj
- Színváltozatok
- Színváltozatok
- Egy elkapott pálmatolvaj